# Gochnatia argyrea
Gochnatia argyrea là một loài thực vật có hoa trong họ Cúc. Loài này được (Dusén ex Malme) Cabrera mô tả khoa học đầu tiên năm 1950.